# Dragovšek
Dragovšek je naselje v Občini Šmartno pri Litiji.